# لیسانسه‌ها
لیسانسه‌ها یک مجموعه تلویزیونی ایرانی در ژانر کمدی اجتماعی است که در سه فصل و از سال ۱۳۹۵ تا ۱۳۹۸ از شبکه سه پخش شده‌است. سروش صحت کارگردانی و همچنین نویسندگی آن را به همراه ایمان صفایی بر عهده داشته‌است. فصل اول این سریال در ۲۸ قسمتِ ۴۰ دقیقه‌ای از ۴ دی ۱۳۹۵ شروع و قسمت آخر آن ۱۳ بهمن ۱۳۹۵ پخش شد. پخش فصل دوم این سریال در ۴۱ قسمتِ ۴۰ دقیقه‌ای از ۴ آذر ۱۳۹۶ شروع و در ۲ بهمن ۱۳۹۶ به پایان رسید و فصل سوم آن با عنوان فوق لیسانسه‌ها در ۲۸ قسمت ۴۰ دقیقه‌ای از ۱۷ آبان ۱۳۹۸ روی آنتن رفت و در ۱۶ آذر ماه به پایان رسید.

## خلاصه داستان
سریال داستان سه جوان با تحصیلات لیسانس به نام‌های حبیب (هوتن شکیبا) لیسانس ریاضی محض، مازیار (امیر کاظمی) لیسانس تاریخ و مسعود (امیرحسین رستمی) لیسانس زیست‌شناسی جانوری را روایت می‌کند که هر یک مشکلاتی دارند. در آغاز سریال مازیار رحمتی در یک خانواده از هم پاشیده زندگی می‌کند؛ پدر و مادر او از هم جدا شده‌اند و پدر او (کاظم سیاحی) معتاد است و خودش قصد مهاجرت دارد. حبیب نقوی فردی پولدار است، به کارخانه سنگ و پروژه ساختمانی پدرش (عزت‌الله مهرآوران) سرکشی می‌کند اما از تنهایی در رنج است. او که به شدت به ازدواج علاقه دارد، به علت ضعف در برقراری روابط اجتماعی هنوز نتوانسته همسری انتخاب کند. مسعود شریفیان در آزمایشگاهی کار می‌کند و در آستانه ازدواج با ترانه مهاجر (متین ستوده) است اما به پول برای تهیه مسکن احتیاج دارد و از آن سو هم اختلافاتی با پدر زنش (بیژن بنفشه‌خواه) دارد.

## بازیگران
| بازیگر            | نقش               | توضیحات                                              | حضور در فصل |
| ----------------- | ----------------- | ---------------------------------------------------- | ----------- |
| امیرحسین رستمی    | مسعود شریفیان     | نقش‌های اصلی                                          | ۱٬۲٬۳       |
| هوتن شکیبا        | حبیب نقوی         | نقش‌های اصلی                                          | ۱٬۲٬۳       |
| امیر کاظمی        | مازیار رحمتی      | نقش‌های اصلی                                          | ۱٬۲٬۳       |
| بیژن بنفشه‌خواه    | محمود مهاجر       | پدر ترانه، مدرس کلاس موفقیت، معشوقه و همسر اول فرشته | ۱٬۲٬۳       |
| متین ستوده        | ترانه مهاجر       | دختر محمود مهاجر و همسر مسعود                        | ۱٬۲٬۳       |
| کاظم سیاحی        | رحیم رحمتی        | پدر مازیار، دایی مسعود                               | ۱٬۲٬۳       |
| بهنام تشکر        | فرید رحیمی        | جناب سروان، معشوقه قدیمی عمه خانم                    | ۱٬۲         |
| عزت‌الله مهرآوران  | عباس نقوی         | پدر حبیب و حمید                                      | ۱٬۲٬۳       |
| سیاوش چراغی‌پور    | امیری             | همسایه و مستأجر منزل حبیب                            | ۱٬۲٬۳       |
| رؤیا میرعلمی      | فرشته رحیمی       | خواهر آقای پلیس، معشوقه و همسر دوم محمود             | ۱٬۲٬۳       |
| آتنه فقیه‌نصیری    | مینو              | عمه‌خانم، معشوقه قدیمی جناب سروان                     | ۲           |
| سوگل قلاتیان      | لاله              | برادرزاده مینو                                       | ۲           |
| مهران رجبی        |                   | رفتگر پارک                                           | ۱٬۲         |
| افشین سنگ‌چاپ      | جعفر شریفیان      | پدر مسعود                                            | ۱٬۲٬۳       |
| مریم سرمدی        | مهری              | مادر مسعود                                           | ۱٬۲٬۳       |
| پریسا مقتدی       | افسانه            | مادر مازیار                                          | ۱٬۲٬۳       |
| فرخنده فرمانی‌زاده | مامان‌خانم         | مادربزرگ مازیار و مسعود، مادر رحیم و مهری            | ۱٬۲٬۳       |
| سام نوری          | سینا              | همسر نرگس، برادر سیما و ثریا                         | ۳           |
| عرفان برزین       | حمید نقوی         | برادر کوچک حبیب                                      | ۱٬۲٬۳       |
| تبسم هاشمی        | ملیحه             | مادر حبیب و حمید                                     | ۱٬۲         |
| اردشیر کاظمی      | احمد رحیمی        | پدر آقای پلیس                                        | ۱٬۲         |
| حسن موذنی         |                   | دیه بگیر                                             | ۲           |
| ندا نوری          | فرشته             | همسر آقای امیری و خواهر شادی                         | ۱٬۲٬۳       |
| نیلوفر هوشمند     | نرگس شریفیان      | خواهر مسعود                                          | ۱٬۲٬۳       |
| آیدا نامجو        | شادی              | خواهر زن آقای امیری                                  | ۱٬۲٬۳       |
| حسن نوری          | محسن              | دوست رحیم                                            | ۱٬۲٬۳       |
| مهدی ربیعی        | ستوان خسرو نعیمی  | پلیس (کاشف ۵)                                        | ۱٬۲٬۳       |
| حمید فشمی         | مسئول دفتر آقایان |                                                      | ۲           |
| نیلوفر شهیدی      | خانم معیری        | همراه مراقب، یکی از موردهای خواستگاری حبیب           | ۱           |
| ساناز طاری        | سیما              | خواهر سینا                                           | ۳           |
| شیما بخشنده       | ثریا              | خواهر سینا                                           | ۳           |
| علی آشمند         |                   | مسافر مازیار به مقصد سیدخندان                        | ۳           |
| فرید اخباری       | احمدرضا قاسمی     | سرباز کلانتری                                        | ۱٬۲٬۳       |
| مرتضی علی‌آبادی    | کفاشیان           |                                                      | ۱٬۲         |
| سید مسعود حسینی   | نعمتیان           | شاگرد محمود و نگهبان بیمارستان، شخصیت مجموعه شمعدونی | ۱٬۲٬۳       |
| محمدرضا کوهستانی  | سروان بیات        | پلیس                                                 | ۳           |
| محسن صوفی         |                   | رهگذر                                                | ۱           |
| بهادر صحت         |                   | خواننده                                              | ۱٬۲٬۳       |
| ایمان خیراندیش    | سعید              | دوست رحیم و محسن                                     | ۳           |
| شیما جهانگیری     | خواهر آقای زورگیر | مورد خواستگاری حبیب                                  | ۳           |
| فرخ فدایی         | آقای زورگیر       | گروگان گیر حبیب و مسعود                              | ۳           |

## جوایز و نامزدها
| فصل اول لیسانسه‌ها | فصل اول لیسانسه‌ها               | فصل اول لیسانسه‌ها                    | فصل اول لیسانسه‌ها      | فصل اول لیسانسه‌ها |
| سال               | جایزه                           | رده                                  | دریافت‌کننده            | نتیجه             |
| ----------------- | ------------------------------- | ------------------------------------ | ---------------------- | ----------------- |
| ۱۳۹۵              | سین مثل سریال                   | بهترین مجموعه تلویزیونی              | لیسانسه‌ها              | نامزدشده          |
| ۱۳۹۵              | سین مثل سریال                   | بهترین بازیگر مرد                    | هوتن شکیبا             | نامزدشده          |
| ۱۳۹۵              | سین مثل سریال                   | بهترین بازیگر زن                     | متین ستوده             | نامزدشده          |
| ۱۳۹۶              | هفدهمین دوره جشن حافظ           | بهترین مجموعه تلویزیونی              | رضا جودی               | برنده             |
| ۱۳۹۶              | هفدهمین دوره جشن حافظ           | بهترین کارگردانی تلویزیونی           | سروش صحت               | نامزدشده          |
| ۱۳۹۶              | هفدهمین دوره جشن حافظ           | بهترین فیلمنامه تلویزیونی            | سروش صحت و ایمان صفایی | برنده             |
| ۱۳۹۶              | هفدهمین دوره جشن حافظ           | بهترین بازیگر مرد کمدی تلویزیونی     | هوتن شکیبا             | برنده             |
| ۱۳۹۶              | هفدهمین دوره جشن حافظ           | بهترین بازیگر مرد کمدی تلویزیونی     | امیرحسین رستمی         | نامزدشده          |
| ۱۳۹۶              | هفدهمین دوره جشن حافظ           | بهترین بازیگر مرد کمدی تلویزیونی     | امیر کاظمی             | نامزدشده          |
| ۱۳۹۶              | هفدهمین دوره جشن حافظ           | بهترین بازیگر زن کمدی تلویزیونی      | متین ستوده             | نامزدشده          |
| ۱۳۹۶              | هفدهمین دوره جشن حافظ           | بهترین بازیگر زن کمدی تلویزیونی      | فرخنده فرمانی زاده     | نامزدشده          |
| ۱۳۹۶              | چهارمین جشنواره تلویزیونی جام‌جم | جایزه ویژه هیئت داوران               | لیسانسه‌ها              | برنده             |
| ۱۳۹۶              | چهارمین جشنواره تلویزیونی جام‌جم | بهترین مجموعه تلویزیونی از نگاه مردم | لیسانسه‌ها              | نامزدشده          |
| ۱۳۹۶              | چهارمین جشنواره تلویزیونی جام‌جم | بهترین بازیگر مرد                    | هوتن شکیبا             | نامزدشده          |
| ۱۳۹۶              | چهارمین جشنواره تلویزیونی جام‌جم | بهترین نویسندگی                      | سروش صحت و ایمان صفایی | نامزدشده          |

-

-

| ۱۳۹۷ | پنجمین جشنواره تلویزیونی جام جم - بخش مردمی |                                  |                        |          |
| ۱۳۹۷ | پنجمین جشنواره تلویزیونی جام جم - بخش مردمی | بهترین مجموعه تلویزیونی          | لیسانسه‌ها              | نامزدشده |
| ۱۳۹۷ | پنجمین جشنواره تلویزیونی جام جم - بخش مردمی | بهترین بازیگر مرد                | امیر کاظمی             | نامزدشده |
| ۱۳۹۷ | پنجمین جشنواره تلویزیونی جام جم - بخش مردمی | بهترین بازیگر زن                 | رؤیا میرعلمی           | نامزدشده |
| ۱۳۹۷ | هجدهمین جشن حافظ                            |                                  |                        |          |
| ۱۳۹۷ | هجدهمین جشن حافظ                            | بهترین مجموعه تلویزیونی          | رضا جودی               | نامزدشده |
| ۱۳۹۷ | هجدهمین جشن حافظ                            | بهترین فیلمنامه تلویزیونی        | سروش صحت و ایمان صفایی | نامزدشده |
| ۱۳۹۷ | هجدهمین جشن حافظ                            | بهترین بازیگر مرد کمدی تلویزیونی | هوتن شکیبا             | نامزدشده |
| ۱۳۹۷ | هجدهمین جشن حافظ                            | بهترین بازیگر مرد کمدی تلویزیونی | کاظم سیاحی             | نامزدشده |
| ۱۳۹۷ | هجدهمین جشن حافظ                            | بهترین بازیگر زن کمدی تلویزیونی  | رؤیا میرعلمی           | برنده    |

| ۱۳۹۹ | بیستمین دوره جشن حافظ |                                  |                        |          |
| ۱۳۹۹ | بیستمین دوره جشن حافظ | بهترین فیلمنامه تلویزیونی        | سروش صحت و ایمان صفایی | نامزدشده |
| ۱۳۹۹ | بیستمین دوره جشن حافظ | بهترین بازیگر مرد کمدی تلویزیونی | امیرحسین رستمی         | نامزدشده |

## فوق‌لیسانسه‌ها
فوق لیسانسه‌ها دنباله مجموعه لیسانسه‌ها به کارگردانی سروش صحت و به نویسندگی ایمان صفایی از ۱۷ آبان ۱۳۹۸ در ۲۸ قسمت به روی آنتن رفت و در ۱۶ آذر ۱۳۹۸ پایان یافت.

### خلاصهٔ داستان
حبیب، مسعود و مازیار تصمیم به ادامه تحصیل می‌گیرند و حالا دانشجوی فوق لیسانس هستند و علاوه بر آن حبیب همچنان در پی یافتن همسر مناسب خود است. مادر حبیب نیز فوت کرده است. مازیار، شاگرد اول دانشگاه در تاریخ است و در پی اجرای طرحش برای درآمدزایی، ازدواج خود با شادی و دور نگه داشتن پدرش از اعتیاد است. آقای مهاجر نیز که همسر دوم خود را بر اثر تصادف از دست داده است، به دنبال ازدواج و گرفتن زن سوم است اما اختلافاتی با دخترش ترانه دارد. مسعود و ترانه که در اواخر فصل قبل ازدواج کردند بچه دار شده‌اند و مسعود به دنبال پایان‌نامه و گرفتن مدرک فوق لیسانس است و نگرانی‌هایی هم برای بچه اش و ترانه دارد. عباس نقوی و مامان خانم نیز عاشق یک دیگر می‌شوند اما حبیب و رحیم شدیداً با ازدواج این دو مخالف هستند. رحیم اعتیاد را ترک کرده اما همچنان مورد شک اعضای خانواده قرار دارد و از ناراحتی تصمیم به مصرف مواد مخدر می‌گیرد اما…